# Oraciu
De Oraciu is een zijrivier van de Pustnic in het District Harghita in Roemenië. De rivier mondt uit in de Pustnic ter hoogte van het dorpje Şoimeni.